# Коняшино (Раменский район)
Коня́шино — деревня в Раменском муниципальном районе Московской области. Входит в состав сельского поселения Гжельское. Население — 258 чел. (2010).

## Название
Название связано с некалендарным личным именем Коняша.

## География
Деревня Коняшино расположена в северо-восточной части Раменского района, примерно в 12 км к северо-востоку от города Раменское. Высота над уровнем моря 137 м. В 2 км к юго-западу от деревни протекает река Гжелка. В деревне 10 улиц и 1 проезд. Ближайший населённый пункт — посёлок Гжельского кирпичного завода.

## История
В 1926 году деревня являлась центром Коняшинского сельсовета Гжельской волости Бронницкого уезда Московской губернии.
С 1929 года — населённый пункт в составе Раменского района Московского округа Московской области.
До муниципальной реформы 2006 года деревня входила в состав Гжельского сельского округа Раменского района.

## Население
| 1926 | 2002 | 2010 |
| ---- | ---- | ---- |
| 346  | ↘206 | ↗258 |

В 1926 году в деревне проживало 346 человек (155 мужчин, 191 женщина), насчитывалось 67 хозяйств, из которых 64 было крестьянских. По переписи 2002 года — 206 человек (85 мужчин, 121 женщина).